# Clinton (Nebraska)
Clinton es una villa ubicada en el condado de Sheridan en el estado estadounidense de Nebraska. En el Censo de 2010 tenía una población de 41 habitantes y una densidad poblacional de 168,41 personas por km².

## Geografía
Clinton se encuentra ubicada en las coordenadas 42°45′35″N 102°20′52″O / 42.75972, -102.34778. Según la Oficina del Censo de los Estados Unidos, Clinton tiene una superficie total de 0.24 km², de la cual 0.24 km² corresponden a tierra firme y (0%) 0 km² es agua.

## Demografía
Según el censo de 2010, había 41 personas residiendo en Clinton. La densidad de población era de 168,41 hab./km². De los 41 habitantes, Clinton estaba compuesto por el 75.61% blancos, el 2.44% eran afroamericanos, el 2.44% eran amerindios, el 0% eran asiáticos, el 0% eran isleños del Pacífico, el 0% eran de otras razas y el 19.51% pertenecían a dos o más razas. Del total de la población el 2.44% eran hispanos o latinos de cualquier raza.